# カンレノン
カンレノン(Canrenone)は、抗アルドステロン薬の1つであり、さらに抗アンドロゲン剤の作用も持つ。ヨーロッパでは、利尿薬として用いられている。
スピロノラクトンの主要な活性代謝物の1つであり、その作用の原因の一つになっていると考えられている。